# São Francisco (Curitiba)
São Francisco ist ein Stadtteil (bairro) des Munizips Curitiba, der Hauptstadt des brasilianischen Bundesstaates Paraná. Es liegt im Zentrum und gehört zu den historischen Stadtteilen mit hoher touristischer Anziehungskraft.
Der früheste Name lautete Pátio de Nossa Senhora do Terço (Hof der Muttergottes des Rosenkranzes). 1752 kam dieser Kirchenbesitz in den Besitz der Franziskaner und wurde zur Pátio de São Francisco das Chagas (Hof von San Francisco das Chagas). 1860 änderte sich das Anwesen in den Largo da Ordem Terceira de São Francisco (Platz des Dritten Ordens des Heiligen Franziskus), wobei im Laufe der Zeit die verkürzte Form São Francisco populär und bei der Kartographierung und Einteilung von Curitiba in Stadtviertel oder bairros Anfang des 20. Jahrhunderts beibehalten wurde.
São Francisco gehört zu den 18 Bairros der innerstädtischen Verwaltungsregion Matriz, amtlich portugiesisch Administração Regional da Matriz, auch als Unterpräfektur bezeichnet. Die Fläche beträgt lediglich 1,36 km².
Hauptsächliche Verbindungswege sind: Avenida Jaime Reis, Avenida Manoel Ribas, Rua Inácio Lustosa, Rua Trajano Reis, Rua Kellers, Rua Duque de Caxias, Rua Treze de Maio, Rua Emílio de Menezes, Rua Senador Xavier da Silva, Rua Presidente Carlos Cavalcanti, Alameda Augusto Stellfeld und Alameda Cabral.
Als touristische Ziele gelten das gesamte Centro Histórico de Curitiba, Museu Paranaense, Relógio das Flores, Praça Garibaldi, Cemitério São Francisco de Paula, Templo Muçulmano, Memorial de Curitiba, Sociedade Garibaldi, Clube Concórdia, Palácio das Telecomunicações oder der Largo da Ordem.

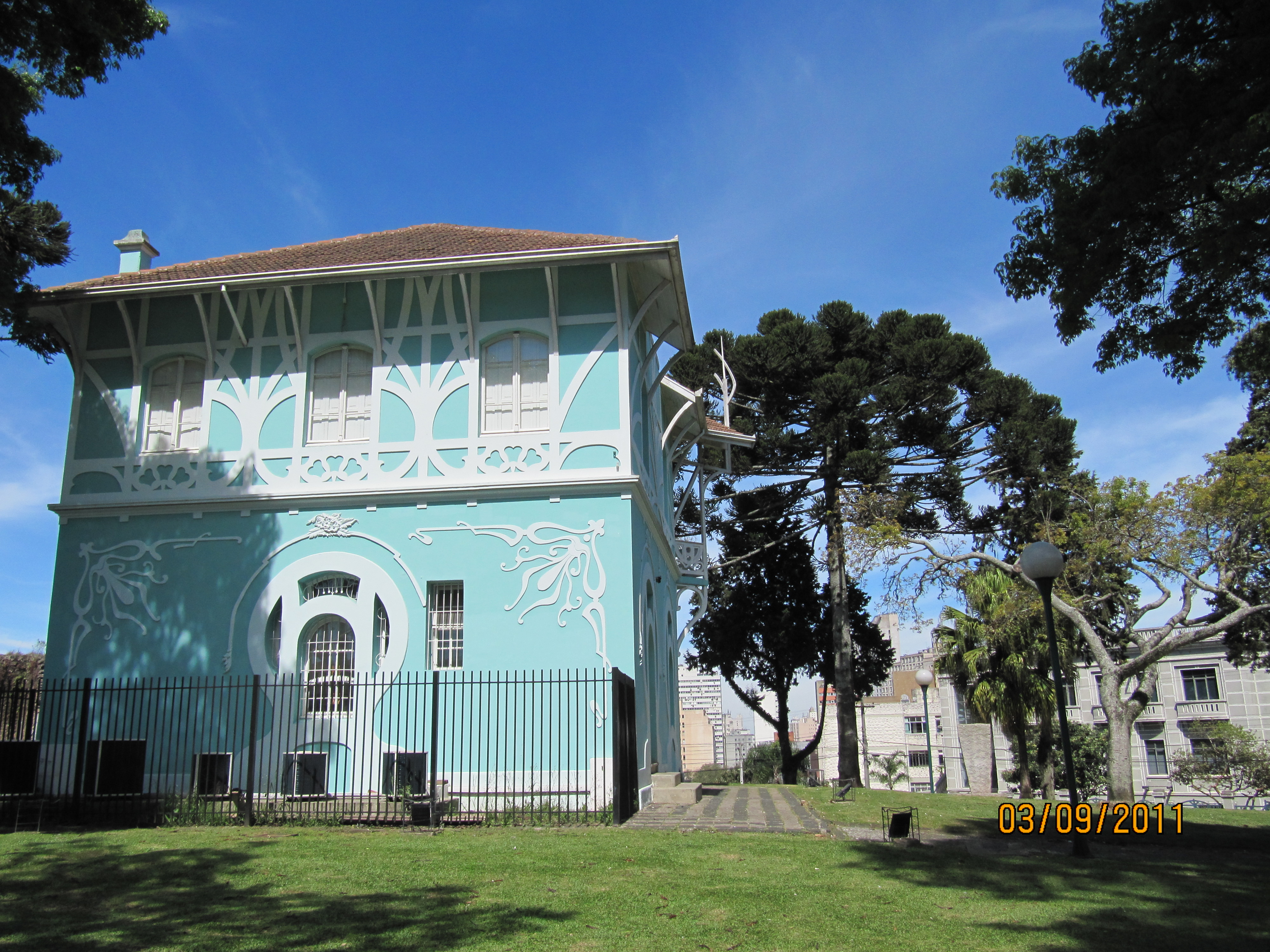
Gebäude an der Rua Jaime Reis
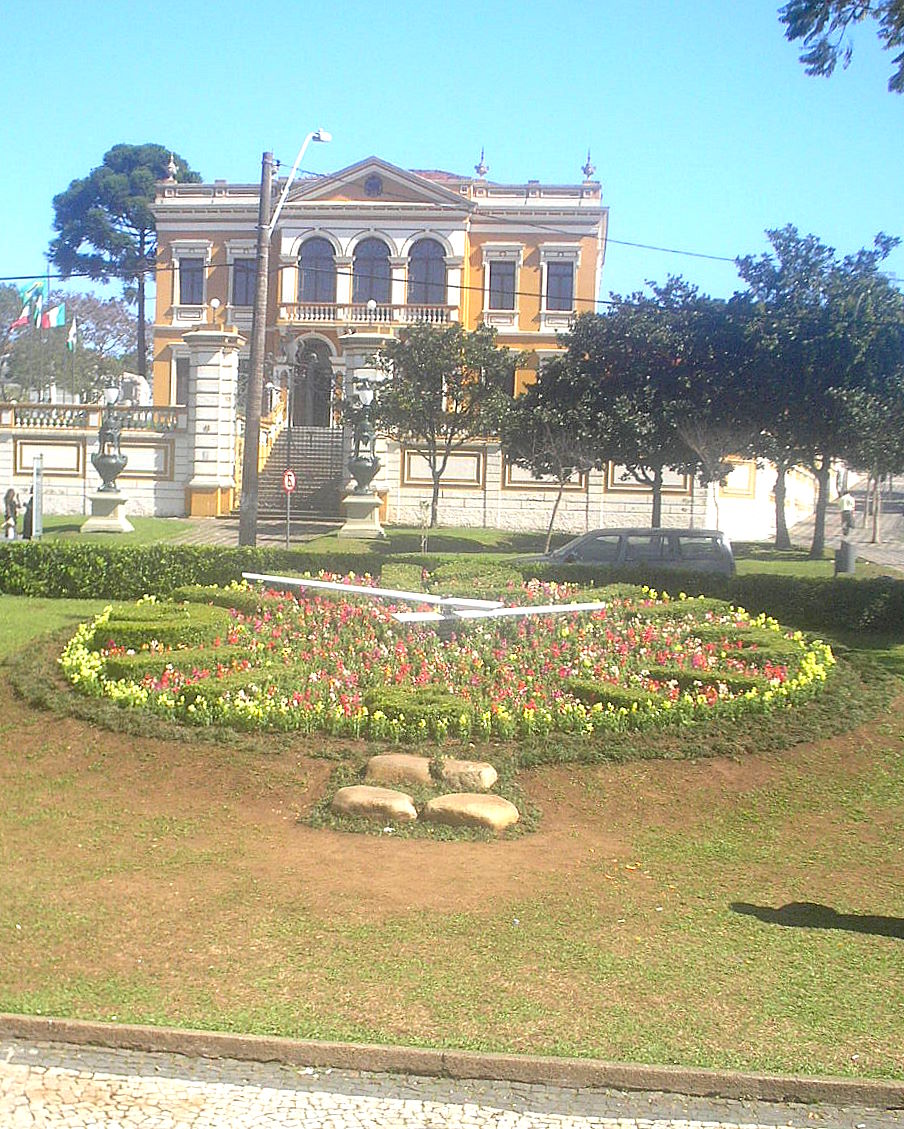
Relógio das Flores mit Palácio Garibaldi
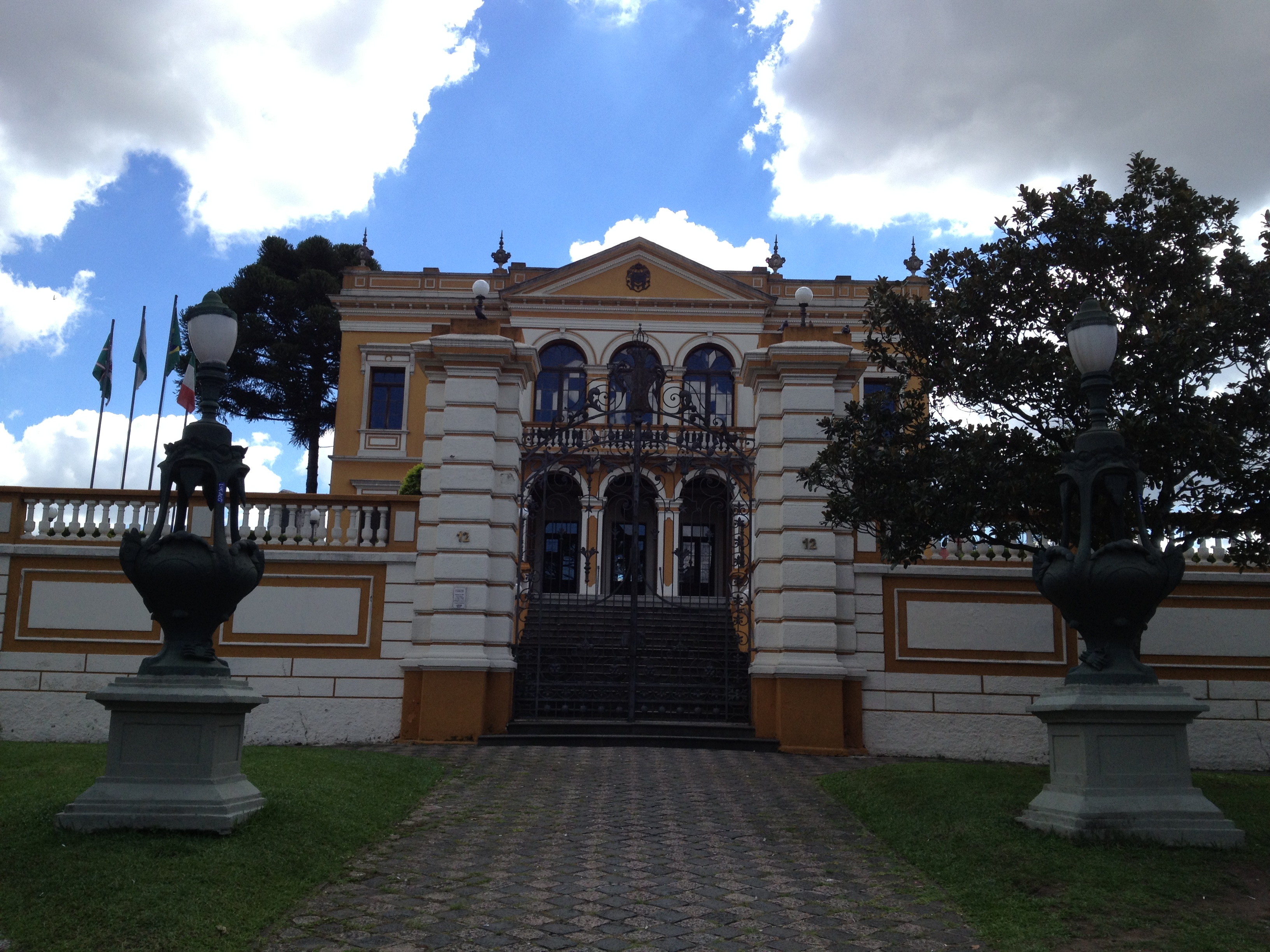
Palácio Garibaldi